# Alva (Florida)
Alva es un lugar designado por el censo (CDP) en el condado de Lee, Florida, Estados Unidos. Según el censo del 2000 la población era de 2.182 habitantes. Forma parte del Área Metropolitana Estadística de Cabo Coral-Fort Myers.

## Geografía
Alva está localizado en 26°42′37″N 81°37′43″O / 26.71028, -81.62861.
De acuerdo a la Oficina del Censo de los Estados Unidos tiene un área total de 48, 7 kilómetros cuadrados, de los cuales 18 kilómetros cuadrados de ellos son de tierra y 2,2 kilómetros cuadrados de ellos (4,47%) de agua.

## Demografía
Según el censo del 2000, Alva tenía 2.182 habitantes, 912 viviendas, y 673 familias. La densidad de población era de 46,9 habitantes por km². Su estructura racial fue de un 96,33% de blancos, 0,18% de afroamericanos, 0,32% de amerindios, 0,18% de asiáticos, 0,14% de oceánicos, 1,24% de otras razas, y 1,60% de dos o más razas. Los latinos fueron un 2,89% de la población.
De los 912 viviendas en un 22,7% vivían niños de menos de 18 años, en un 64,9% vivían parejas casadas, en un 5,9% mujeres dueñas de casa sin marido, y en un 26,2% no eran unidades familiares. En el 21,5% de las viviendas vivían personas solas el 12,4% correspondía a personas de 65 años o más que vivían solas. El número medio de personas viviendo en cada vivienda era de 2,39 y el número medio de personas que vivían en cada familia era de 2,73.
Por edades la población se repartía de la siguiente manera: un 18,9% tenía menos de 18 años, un 4,1% entre 18 y 24, un 22,1% entre 25 y 44, un 31,7% de 45 a 60 y un 23,2% 65 años o más.
La edad media era de 48 años. Por cada 100 mujeres de 18 o más años había 96,1 hombres.
La renta media por vivienda era de 41.938 dólares y la renta media por familia de 48.073 dólares. Los hombres tenían una renta media de 35.300 dólares mientras que las mujeres 25.656 dólares. La renta per cápita de la población era de 24.353 dólares. En torno al 5,9% de las familias y el 7,8% de la población estaban por debajo de la línea de pobreza.